# Maryn z Cezarei Palestyńskiej
Maryn z Cezarei Palestyńskiej (III w.) – święty katolicki, męczennik wczesnochrześcijański.
Żyjący w czasach cesarza Waleriana I legionista, który świadomie odmówił złożenia ofiary bogom za co poniósł męczeńską śmierć. Na temat Maryna z Cezarei istnieją zapiski sporządzone przez Euzebiusza z Cezarei. Jego ciało pochował senator Asteriusz, uznany później również za świętego i męczennika przez Rufina.
Ich wspomnienie obchodzone jest w Kościele katolickim 3 marca.